# Eleições legislativas portuguesas de 2024 no distrito de Leiria
| Eleições legislativas portuguesas de 2024 Distritos: Aveiro \| Beja \| Braga \| Bragança \| Castelo Branco \| Coimbra \| Évora \| Faro \| Guarda \| Leiria \| Lisboa \| Portalegre \| Porto \| Santarém \| Setúbal \| Viana do Castelo \| Vila Real \| Viseu \| Açores \| Madeira \| Estrangeiro |

## Resultados por concelho
Os resultados nos concelhos do Distrito de Leiria foram os seguintes:

### Alcobaça
| Partido                 | Partido                                  | Votos  | %               | +/-   |
| ----------------------- | ---------------------------------------- | ------ | --------------- | ----- |
|                         | Aliança Democrática (PPD/PSD-CDS-PP-PPM) | 12 184 | 36,46 / 100,00  | 1,70  |
|                         | Partido Socialista                       | 7 702  | 23,05 / 100,00  | 12,01 |
|                         | CHEGA                                    | 6 433  | 19,25 / 100,00  | 10,82 |
|                         | Iniciativa Liberal                       | 1 927  | 5,77 / 100,00   | 0,65  |
|                         | Bloco de Esquerda                        | 1 271  | 3,80 / 100,00   | 0,14  |
|                         | LIVRE                                    | 782    | 2,34 / 100,00   | 1,40  |
|                         | Coligação Democrática Unitária (PCP-PEV) | 681    | 2,04 / 100,00   | 0,68  |
|                         | Alternativa Democrática Nacional         | 569    | 1,70 / 100,00   | 1,42  |
|                         | Pessoas–Animais–Natureza                 | 462    | 1,38 / 100,00   | 0,20  |
|                         | Outros (com menos de 1,00%)              | 377    | 1,12 / 100,00   |       |
| Votos Inválidos         | Votos Inválidos                          | 1 026  | 3,07 / 100,00   | 0,14  |
| Total                   | Total                                    | 33 414 | 100,00 / 100,00 |       |
| Eleitorado/Participação | Eleitorado/Participação                  | 48 808 | 68,46 / 100,00  | 8,68  |

| Freguesia              | %     | %     | %     | %    | %    | %    | %    | %    | %    | Votantes | Taxa de Participação |
| Freguesia              | AD    | PS    | CH    | IL   | BE   | L    | CDU  | ADN  | PAN  | Votantes | Taxa de Participação |
| ---------------------- | ----- | ----- | ----- | ---- | ---- | ---- | ---- | ---- | ---- | -------- | -------------------- |
| Freguesia              |       |       |       |      |      |      |      |      |      | Votantes | Taxa de Participação |
| Alcobaça e Vestiaria   | 35,14 | 25,42 | 15,96 | 6,67 | 4,01 | 3,58 | 2,81 | 1,09 | 1,31 | 4 135    | 67,16                |
| Alfeizerão             | 40,07 | 21,03 | 20,52 | 3,73 | 3,73 | 1,58 | 1,53 | 1,89 | 1,79 | 1 959    | 60,65                |
| Aljubarrota            | 32,51 | 23,62 | 21,79 | 6,08 | 4,17 | 2,20 | 2,02 | 1,73 | 1,14 | 3 768    | 66,60                |
| Bárrio                 | 28,34 | 31,86 | 17,46 | 5,33 | 4,08 | 1,81 | 3,51 | 1,36 | 1,25 | 882      | 67,38                |
| Benedita               | 44,66 | 15,90 | 18,33 | 8,02 | 3,17 | 2,47 | 0,83 | 1,84 | 1,36 | 5 434    | 73,80                |
| Cela                   | 37,17 | 23,13 | 18,56 | 4,74 | 3,58 | 2,64 | 1,87 | 1,60 | 1,32 | 1 816    | 65,75                |
| Cós, Alpedriz e Montes | 25,00 | 33,61 | 18,12 | 4,08 | 5,31 | 1,57 | 2,80 | 1,79 | 1,68 | 1 788    | 67,07                |
| Évora de Alcobaça      | 41,25 | 22,54 | 17,61 | 4,09 | 3,39 | 1,47 | 1,55 | 2,28 | 0,99 | 2 715    | 73,26                |
| Maiorga                | 23,24 | 35,37 | 18,24 | 3,89 | 5,28 | 2,69 | 4,54 | 1,11 | 1,30 | 1 080    | 66,34                |
| Pataias e Martingança  | 26,14 | 30,31 | 20,22 | 5,30 | 4,72 | 3,03 | 3,39 | 1,32 | 2,02 | 4 154    | 68,59                |
| São Martinho do Porto  | 32,22 | 25,25 | 19,25 | 7,87 | 4,25 | 2,66 | 1,81 | 1,59 | 1,70 | 1 766    | 61,81                |
| Turquel                | 45,13 | 12,88 | 23,63 | 5,38 | 2,71 | 1,55 | 0,72 | 2,45 | 1,05 | 2 772    | 72,04                |
| Vimeiro                | 56,33 | 11,09 | 20,00 | 4,02 | 1,05 | 0,79 | 1,31 | 2,10 | 0,61 | 1 145    | 73,02                |
| Alcobaça               | 36,46 | 23,05 | 19,25 | 5,77 | 3,80 | 2,34 | 2,04 | 1,70 | 1,38 | 33 414   | 68,46                |

### Alvaiázere
| Partido                 | Partido                                  | Votos | %               | +/-   |
| ----------------------- | ---------------------------------------- | ----- | --------------- | ----- |
|                         | Aliança Democrática (PPD/PSD-CDS-PP-PPM) | 1 865 | 50,56 / 100,00  | 1,98  |
|                         | CHEGA                                    | 769   | 20,85 / 100,00  | 9,88  |
|                         | Partido Socialista                       | 618   | 16,75 / 100,00  | 10,52 |
|                         | Iniciativa Liberal                       | 73    | 1,98 / 100,00   | 0,08  |
|                         | Alternativa Democrática Nacional         | 68    | 1,84 / 100,00   | 1,78  |
|                         | Bloco de Esquerda                        | 59    | 1,60 / 100,00   | 0,64  |
|                         | Pessoas–Animais–Natureza                 | 53    | 1,44 / 100,00   | 0,87  |
|                         | LIVRE                                    | 42    | 1,14 / 100,00   | 0,51  |
|                         | Outros (com menos de 1,00%)              | 58    | 1,57 / 100,00   |       |
| Votos Inválidos         | Votos Inválidos                          | 84    | 2,27 / 100,00   | 0,04  |
| Total                   | Total                                    | 3 689 | 100,00 / 100,00 |       |
| Eleitorado/Participação | Eleitorado/Participação                  | 5 741 | 64,26 / 100,00  | 7,17  |

| Freguesia           | %     | %     | %     | %    | %    | %    | %    | %    | Votantes | Taxa de Participação |
| Freguesia           | AD    | CH    | PS    | IL   | ADN  | BE   | PAN  | L    | Votantes | Taxa de Participação |
| ------------------- | ----- | ----- | ----- | ---- | ---- | ---- | ---- | ---- | -------- | -------------------- |
| Freguesia           |       |       |       |      |      |      |      |      | Votantes | Taxa de Participação |
| Almoster            | 58,15 | 15,38 | 18,46 | 1,23 | 1,23 | 0,92 | 1,85 | 0,31 | 325      | 61,67                |
| Alvaiázere          | 46,69 | 22,25 | 16,95 | 3,60 | 1,89 | 1,80 | 1,80 | 1,14 | 1 056    | 66,75                |
| Maçãs de Dona Maria | 54,12 | 17,71 | 16,93 | 1,45 | 2,23 | 1,67 | 0,89 | 0,78 | 898      | 63,91                |
| Pelmá               | 51,41 | 25,71 | 14,69 | 1,13 | 1,41 | 0,56 | 0,56 | 1,41 | 354      | 52,06                |
| Pussos São Pedro    | 48,77 | 22,16 | 16,57 | 1,33 | 1,80 | 1,89 | 1,70 | 1,61 | 1 056    | 68,26                |
| Alvaiázere          | 50,56 | 20,85 | 16,75 | 1,98 | 1,84 | 1,60 | 1,44 | 1,14 | 3 689    | 64,26                |

### Ansião
| Partido                 | Partido                                  | Votos  | %               | +/-   |
| ----------------------- | ---------------------------------------- | ------ | --------------- | ----- |
|                         | Aliança Democrática (PPD/PSD-CDS-PP-PPM) | 3 155  | 43,27 / 100,00  | 0,82  |
|                         | Partido Socialista                       | 1 684  | 23,10 / 100,00  | 14,02 |
|                         | CHEGA                                    | 1 288  | 17,67 / 100,00  | 10,35 |
|                         | Iniciativa Liberal                       | 242    | 3,32 / 100,00   | 0,77  |
|                         | Bloco de Esquerda                        | 200    | 2,74 / 100,00   | 0,28  |
|                         | LIVRE                                    | 141    | 1,93 / 100,00   | 1,22  |
|                         | Alternativa Democrática Nacional         | 138    | 1,89 / 100,00   | 1,75  |
|                         | Coligação Democrática Unitária (PCP-PEV) | 85     | 1,17 / 100,00   | 0,43  |
|                         | Pessoas–Animais–Natureza                 | 82     | 1,12 / 100,00   | 0,46  |
|                         | Outros (com menos de 1,00%)              | 73     | 0,91 / 100,00   |       |
| Votos Inválidos         | Votos Inválidos                          | 203    | 2,79 / 100,00   | 0,32  |
| Total                   | Total                                    | 7 291  | 100,00 / 100,00 |       |
| Eleitorado/Participação | Eleitorado/Participação                  | 10 997 | 66,30 / 100,00  | 7,42  |

| Freguesia          | %     | %     | %     | %    | %    | %    | %    | %    | %    | Votantes | Taxa de Participação |
| Freguesia          | AD    | PS    | CH    | IL   | BE   | L    | ADN  | CDU  | PAN  | Votantes | Taxa de Participação |
| ------------------ | ----- | ----- | ----- | ---- | ---- | ---- | ---- | ---- | ---- | -------- | -------------------- |
| Freguesia          |       |       |       |      |      |      |      |      |      | Votantes | Taxa de Participação |
| Alvorge            | 36,57 | 27,84 | 18,45 | 3,29 | 2,14 | 2,64 | 2,64 | 0,82 | 1,48 | 607      | 65,06                |
| Ansião             | 39,43 | 25,06 | 17,22 | 4,32 | 3,07 | 1,82 | 1,96 | 1,82 | 1,34 | 2 247    | 70,02                |
| Avelar             | 35,54 | 28,18 | 18,48 | 3,43 | 4,18 | 2,01 | 1,25 | 1,00 | 1,51 | 1 196    | 65,68                |
| Chão de Couce      | 46,23 | 23,02 | 15,67 | 2,51 | 2,71 | 1,64 | 2,13 | 1,26 | 1,06 | 1 034    | 63,59                |
| Pousaflores        | 46,00 | 21,64 | 20,18 | 1,45 | 1,27 | 2,18 | 1,27 | 0,73 | 0,55 | 550      | 68,41                |
| Santiago da Guarda | 53,77 | 15,57 | 17,80 | 3,02 | 1,99 | 1,87 | 2,05 | 0,60 | 0,66 | 1 657    | 63,63                |
| Ansião             | 43,27 | 23,10 | 17,67 | 3,32 | 2,74 | 1,93 | 1,89 | 1,17 | 1,12 | 7 291    | 66,30                |

### Batalha
| Partido                 | Partido                                  | Votos  | %               | +/-   |
| ----------------------- | ---------------------------------------- | ------ | --------------- | ----- |
|                         | Aliança Democrática (PPD/PSD-CDS-PP-PPM) | 4 198  | 42,61 / 100,00  | 2,03  |
|                         | CHEGA                                    | 2 098  | 21,29 / 100,00  | 12,64 |
|                         | Partido Socialista                       | 1 569  | 15,92 / 100,00  | 13,39 |
|                         | Iniciativa Liberal                       | 615    | 6,24 / 100,00   | 0,25  |
|                         | Bloco de Esquerda                        | 315    | 3,20 / 100,00   | 0,12  |
|                         | LIVRE                                    | 211    | 2,14 / 100,00   | 1,39  |
|                         | Alternativa Democrática Nacional         | 183    | 1,86 / 100,00   | 1,47  |
|                         | Pessoas–Animais–Natureza                 | 124    | 1,26 / 100,00   | 0,06  |
|                         | Coligação Democrática Unitária (PCP-PEV) | 120    | 1,22 / 100,00   | 0,06  |
|                         | Outros (com menos de 1,00%)              | 118    | 1,19 / 100,00   |       |
| Votos Inválidos         | Votos Inválidos                          | 302    | 3,06 / 100,00   | 0,29  |
| Total                   | Total                                    | 9 853  | 100,00 / 100,00 |       |
| Eleitorado/Participação | Eleitorado/Participação                  | 13 912 | 70,82 / 100,00  | 6,92  |

| Freguesia         | %     | %     | %     | %    | %    | %    | %    | %    | %    | Votantes | Taxa de Participação |
| Freguesia         | AD    | CH    | PS    | IL   | BE   | L    | ADN  | PAN  | CDU  | Votantes | Taxa de Participação |
| ----------------- | ----- | ----- | ----- | ---- | ---- | ---- | ---- | ---- | ---- | -------- | -------------------- |
| Freguesia         |       |       |       |      |      |      |      |      |      | Votantes | Taxa de Participação |
| Batalha           | 40,03 | 20,60 | 16,92 | 7,28 | 3,74 | 2,19 | 1,85 | 1,49 | 1,68 | 5 291    | 70,27                |
| Golpilheira       | 45,68 | 16,99 | 17,70 | 6,71 | 2,85 | 3,05 | 1,53 | 0,81 | 0,51 | 983      | 74,41                |
| Reguengo do Fetal | 41,01 | 18,83 | 21,42 | 5,64 | 2,44 | 2,82 | 1,60 | 0,84 | 0,76 | 1 312    | 69,42                |
| São Mamede        | 48,21 | 26,20 | 9,66  | 3,97 | 2,51 | 1,24 | 2,16 | 1,15 | 0,71 | 2 267    | 71,47                |
| Batalha           | 42,61 | 21,29 | 15,92 | 6,24 | 3,20 | 2,14 | 1,86 | 1,26 | 1,22 | 9 853    | 70,82                |

### Bombarral
| Partido                 | Partido                                  | Votos  | %               | +/-   |
| ----------------------- | ---------------------------------------- | ------ | --------------- | ----- |
|                         | Aliança Democrática (PPD/PSD-CDS-PP-PPM) | 2 263  | 30,05 / 100,00  | 2,51  |
|                         | Partido Socialista                       | 2 088  | 27,73 / 100,00  | 13,76 |
|                         | CHEGA                                    | 1 520  | 20,18 / 100,00  | 12,42 |
|                         | Bloco de Esquerda                        | 339    | 4,50 / 100,00   | 0,45  |
|                         | Iniciativa Liberal                       | 336    | 4,46 / 100,00   | 0,23  |
|                         | Coligação Democrática Unitária (PCP-PEV) | 269    | 3,57 / 100,00   | 0,86  |
|                         | LIVRE                                    | 177    | 2,35 / 100,00   | 1,47  |
|                         | Pessoas–Animais–Natureza                 | 121    | 1,61 / 100,00   | 0,40  |
|                         | Alternativa Democrática Nacional         | 94     | 1,25 / 100,00   | 0,92  |
|                         | Outros (com menos de 1,00%)              | 79     | 1,06 / 100,00   |       |
| Votos Inválidos         | Votos Inválidos                          | 245    | 3,25 / 100,00   | 0,96  |
| Total                   | Total                                    | 7 531  | 100,00 / 100,00 |       |
| Eleitorado/Participação | Eleitorado/Participação                  | 11 464 | 65,69 / 100,00  | 8,82  |

| Freguesia             | %     | %     | %     | %    | %    | %    | %    | %    | %    | Votantes | Taxa de Participação |
| Freguesia             | AD    | PS    | CH    | BE   | IL   | CDU  | L    | PAN  | ADN  | Votantes | Taxa de Participação |
| --------------------- | ----- | ----- | ----- | ---- | ---- | ---- | ---- | ---- | ---- | -------- | -------------------- |
| Freguesia             |       |       |       |      |      |      |      |      |      | Votantes | Taxa de Participação |
| Bombarral e Vale Covo | 27,24 | 29,05 | 20,06 | 5,32 | 4,58 | 3,69 | 2,97 | 1,98 | 1,14 | 4 038    | 64,40                |
| Carvalhal             | 33,97 | 27,83 | 19,65 | 3,41 | 3,89 | 2,32 | 1,36 | 1,50 | 1,23 | 1 466    | 66,19                |
| Pó                    | 40,84 | 24,90 | 16,33 | 2,59 | 4,58 | 1,20 | 1,20 | 0,80 | 2,19 | 502      | 69,82                |
| Roliça                | 30,16 | 25,05 | 22,30 | 4,00 | 4,66 | 5,25 | 2,03 | 0,98 | 1,25 | 1 525    | 67,48                |
| Bombarral             | 30,05 | 27,73 | 20,18 | 4,50 | 4,46 | 3,57 | 2,35 | 1,61 | 1,25 | 7 531    | 65,69                |

### Caldas da Rainha
| Partido                 | Partido                                  | Votos  | %               | +/-   |
| ----------------------- | ---------------------------------------- | ------ | --------------- | ----- |
|                         | Aliança Democrática (PPD/PSD-CDS-PP-PPM) | 9 954  | 33,77 / 100,00  | 0,58  |
|                         | Partido Socialista                       | 6 911  | 23,44 / 100,00  | 13,12 |
|                         | CHEGA                                    | 5 572  | 18,90 / 100,00  | 10,84 |
|                         | Iniciativa Liberal                       | 1 643  | 5,57 / 100,00   | 0,07  |
|                         | Bloco de Esquerda                        | 1 577  | 5,35 / 100,00   | 0,19  |
|                         | LIVRE                                    | 992    | 3,36 / 100,00   | 1,94  |
|                         | Coligação Democrática Unitária (PCP-PEV) | 627    | 2,13 / 100,00   | 0,91  |
|                         | Pessoas–Animais–Natureza                 | 595    | 2,02 / 100,00   | 0,49  |
|                         | Alternativa Democrática Nacional         | 403    | 1,37 / 100,00   | 1,02  |
|                         | Outros (com menos de 1,00%)              | 335    | 1,14 / 100,00   |       |
| Votos Inválidos         | Votos Inválidos                          | 871    | 2,95 / 100,00   | 0,47  |
| Total                   | Total                                    | 29 480 | 100,00 / 100,00 |       |
| Eleitorado/Participação | Eleitorado/Participação                  | 45 184 | 65,24 / 100,00  | 10,38 |

| Freguesia                                        | %     | %     | %     | %    | %    | %    | %    | %    | %    | Votantes | Taxa de Participação |
| Freguesia                                        | AD    | PS    | CH    | IL   | BE   | L    | CDU  | PAN  | ADN  | Votantes | Taxa de Participação |
| ------------------------------------------------ | ----- | ----- | ----- | ---- | ---- | ---- | ---- | ---- | ---- | -------- | -------------------- |
| Freguesia                                        |       |       |       |      |      |      |      |      |      | Votantes | Taxa de Participação |
| A dos Francos                                    | 40,36 | 22,46 | 22,35 | 2,54 | 3,07 | 0,95 | 1,38 | 1,38 | 1,80 | 944      | 67,14                |
| Alvorninha                                       | 41,44 | 20,11 | 19,22 | 4,34 | 3,90 | 1,53 | 1,47 | 1,85 | 1,85 | 1 566    | 63,27                |
| Caldas da Rainha - Santo Onofre e Serra do Bouro | 25,31 | 26,88 | 20,58 | 5,90 | 6,19 | 3,75 | 2,80 | 2,60 | 1,29 | 6 526    | 61,40                |
| Carvalhal Benfeito                               | 45,95 | 12,37 | 23,27 | 4,71 | 3,53 | 2,50 | 0,88 | 0,88 | 2,80 | 679      | 67,97                |
| Foz do Arelho                                    | 33,46 | 21,98 | 18,27 | 5,80 | 4,32 | 3,83 | 4,20 | 2,35 | 1,60 | 810      | 64,13                |
| Landal                                           | 49,13 | 14,06 | 23,22 | 3,32 | 2,53 | 1,74 | 0,47 | 0,47 | 0,79 | 633      | 70,65                |
| Nadadouro                                        | 35,55 | 19,56 | 19,83 | 6,81 | 4,80 | 4,10 | 2,18 | 1,22 | 1,75 | 1 145    | 71,03                |
| Nossa Senhora do Pópulo, Coto e São Gregório     | 33,45 | 24,45 | 16,28 | 6,46 | 6,14 | 4,14 | 2,25 | 2,10 | 1,14 | 10 716   | 65,83                |
| Salir de Matos                                   | 33,68 | 23,17 | 22,06 | 4,50 | 3,67 | 2,97 | 1,04 | 1,80 | 1,73 | 1 446    | 65,43                |
| Santa Catarina                                   | 47,63 | 13,96 | 19,76 | 5,57 | 3,70 | 1,66 | 1,05 | 1,43 | 1,99 | 1 812    | 70,86                |
| Tornada e Salir do Porto                         | 29,40 | 28,28 | 19,30 | 4,45 | 5,69 | 3,09 | 2,13 | 1,78 | 0,93 | 2 585    | 65,83                |
| Vidais                                           | 44,66 | 18,77 | 18,77 | 2,43 | 4,53 | 1,78 | 1,62 | 2,91 | 1,46 | 618      | 66,31                |
| Caldas da Rainha                                 | 33,77 | 23,44 | 18,90 | 5,57 | 5,35 | 3,36 | 2,13 | 2,02 | 1,37 | 29 480   | 65,24                |

### Castanheira de Pera
| Partido                 | Partido                                  | Votos | %               | +/-   |
| ----------------------- | ---------------------------------------- | ----- | --------------- | ----- |
|                         | Partido Socialista                       | 728   | 45,73 / 100,00  | 10,00 |
|                         | Aliança Democrática (PPD/PSD-CDS-PP-PPM) | 429   | 26,95 / 100,00  | 1,01  |
|                         | CHEGA                                    | 223   | 14,01 / 100,00  | 10,32 |
|                         | Bloco de Esquerda                        | 40    | 2,51 / 100,00   | 0,60  |
|                         | Coligação Democrática Unitária (PCP-PEV) | 26    | 1,63 / 100,00   | 0,21  |
|                         | LIVRE                                    | 23    | 1,44 / 100,00   | 1,12  |
|                         | Alternativa Democrática Nacional         | 23    | 1,44 / 100,00   | 1,44  |
|                         | Iniciativa Liberal                       | 18    | 1,13 / 100,00   | 2,17  |
|                         | Pessoas–Animais–Natureza                 | 16    | 1,01 / 100,00   | 0,17  |
|                         | Outros (com menos de 1,00%)              | 11    | 0,51 / 100,00   |       |
| Votos Inválidos         | Votos Inválidos                          | 58    | 3,64 / 100,00   | 0,93  |
| Total                   | Total                                    | 1 592 | 100,00 / 100,00 |       |
| Eleitorado/Participação | Eleitorado/Participação                  | 2 466 | 64,56 / 100,00  | 3,30  |

| Freguesia                      | %     | %     | %     | %    | %    | %    | %    | %    | %    | Votantes | Taxa de Participação |
| Freguesia                      | PS    | AD    | CH    | BE   | CDU  | L    | ADN  | IL   | PAN  | Votantes | Taxa de Participação |
| ------------------------------ | ----- | ----- | ----- | ---- | ---- | ---- | ---- | ---- | ---- | -------- | -------------------- |
| Freguesia                      |       |       |       |      |      |      |      |      |      | Votantes | Taxa de Participação |
| Castanheira de Pera e Coentral | 45,73 | 26,95 | 14,01 | 2,51 | 1,63 | 1,44 | 1,44 | 1,13 | 1,01 | 1 592    | 64,56                |
| Castanheira de Pera            | 45,73 | 26,95 | 14,01 | 2,51 | 1,63 | 1,44 | 1,44 | 1,13 | 1,01 | 1 592    | 64,56                |

### Figueiró dos Vinhos
| Partido                 | Partido                                  | Votos | %               | +/-   |
| ----------------------- | ---------------------------------------- | ----- | --------------- | ----- |
|                         | Aliança Democrática (PPD/PSD-CDS-PP-PPM) | 1 295 | 39,90 / 100,00  | 0,35  |
|                         | Partido Socialista                       | 890   | 27,42 / 100,00  | 13,23 |
|                         | CHEGA                                    | 557   | 17,16 / 100,00  | 10,73 |
|                         | Bloco de Esquerda                        | 90    | 2,77 / 100,00   | 0,17  |
|                         | Iniciativa Liberal                       | 75    | 2,31 / 100,00   | 0,67  |
|                         | Alternativa Democrática Nacional         | 71    | 2,19 / 100,00   | 2,05  |
|                         | LIVRE                                    | 51    | 1,57 / 100,00   | 0,93  |
|                         | Coligação Democrática Unitária (PCP-PEV) | 39    | 1,20 / 100,00   | 0,32  |
|                         | Pessoas–Animais–Natureza                 | 39    | 1,20 / 100,00   | 0,29  |
|                         | Outros (com menos de 1,00%)              | 43    | 1,33 / 100,00   |       |
| Votos Inválidos         | Votos Inválidos                          | 99    | 3,05 / 100,00   | 0,41  |
| Total                   | Total                                    | 3 246 | 100,00 / 100,00 |       |
| Eleitorado/Participação | Eleitorado/Participação                  | 5 061 | 64,14 / 100,00  | 7,67  |

| Freguesia                       | %     | %     | %     | %    | %    | %    | %    | %    | %    | Votantes | Taxa de Participação |
| Freguesia                       | AD    | PS    | CH    | BE   | IL   | ADN  | L    | CDU  | PAN  | Votantes | Taxa de Participação |
| ------------------------------- | ----- | ----- | ----- | ---- | ---- | ---- | ---- | ---- | ---- | -------- | -------------------- |
| Freguesia                       |       |       |       |      |      |      |      |      |      | Votantes | Taxa de Participação |
| Aguda                           | 39,97 | 21,74 | 23,75 | 2,84 | 1,51 | 2,01 | 1,17 | 1,00 | 1,34 | 598      | 65,43                |
| Arega                           | 47,53 | 24,44 | 15,47 | 1,79 | 2,69 | 2,91 | 1,35 | 0,90 | 0,67 | 446      | 65,20                |
| Campelo                         | 24,18 | 30,77 | 27,47 | 1,10 | 1,10 | 6,59 | 4,40 | 1,10 | 0    | 91       | 55,83                |
| Figueiró dos Vinhos e Bairradas | 38,94 | 29,51 | 15,21 | 3,03 | 2,51 | 1,89 | 1,61 | 1,33 | 1,33 | 2 111    | 63,97                |
| Figueiró dos Vinhos             | 39,90 | 27,42 | 17,16 | 2,77 | 2,31 | 2,19 | 1,57 | 1,20 | 1,20 | 3 246    | 64,14                |

### Leiria
| Partido                 | Partido                                  | Votos   | %               | +/-   |
| ----------------------- | ---------------------------------------- | ------- | --------------- | ----- |
|                         | Aliança Democrática (PPD/PSD-CDS-PP-PPM) | 30 818  | 38,69 / 100,00  | 1,38  |
|                         | Partido Socialista                       | 15 546  | 19,52 / 100,00  | 13,14 |
|                         | CHEGA                                    | 14 637  | 18,38 / 100,00  | 11,01 |
|                         | Iniciativa Liberal                       | 5 451   | 6,84 / 100,00   | 0,49  |
|                         | Bloco de Esquerda                        | 3 421   | 4,30 / 100,00   | 0,25  |
|                         | LIVRE                                    | 2 323   | 2,92 / 100,00   | 1,70  |
|                         | Pessoas–Animais–Natureza                 | 1 438   | 1,81 / 100,00   | 0,37  |
|                         | Alternativa Democrática Nacional         | 1 387   | 1,74 / 100,00   | 1,39  |
|                         | Coligação Democrática Unitária (PCP-PEV) | 1 164   | 1,46 / 100,00   | 0,49  |
|                         | Outros (com menos de 1,00%)              | 886     | 1,10 / 100,00   |       |
| Votos Inválidos         | Votos Inválidos                          | 2 576   | 3,23 / 100,00   | 0,41  |
| Total                   | Total                                    | 79 647  | 100,00 / 100,00 |       |
| Eleitorado/Participação | Eleitorado/Participação                  | 113 366 | 70,26 / 100,00  | 9,26  |

| Freguesia                         | %     | %     | %     | %    | %    | %    | %    | %    | %    | Votantes | Taxa de Participação |
| Freguesia                         | AD    | PS    | CH    | IL   | BE   | L    | PAN  | ADN  | CDU  | Votantes | Taxa de Participação |
| --------------------------------- | ----- | ----- | ----- | ---- | ---- | ---- | ---- | ---- | ---- | -------- | -------------------- |
| Freguesia                         |       |       |       |      |      |      |      |      |      | Votantes | Taxa de Participação |
| Amor                              | 31,26 | 23,06 | 20,20 | 6,07 | 4,34 | 3,25 | 2,10 | 1,55 | 2,28 | 2 767    | 67,89                |
| Arrabal                           | 45,92 | 15,44 | 19,17 | 5,51 | 3,39 | 1,55 | 1,32 | 0,98 | 2,07 | 1 742    | 74,19                |
| Bajouca                           | 60,16 | 8,06  | 12,26 | 5,30 | 2,54 | 2,10 | 1,23 | 2,39 | 1,02 | 1 378    | 77,03                |
| Bidoeira de Cima                  | 58,38 | 6,69  | 18,96 | 4,94 | 1,95 | 0,78 | 1,17 | 2,34 | 0,52 | 1 540    | 73,47                |
| Caranguejeira                     | 54,97 | 11,03 | 15,97 | 5,72 | 2,09 | 1,56 | 1,20 | 2,89 | 0,93 | 3 009    | 70,80                |
| Coimbrão                          | 30,66 | 25,00 | 20,90 | 5,47 | 3,42 | 3,03 | 2,54 | 1,86 | 1,56 | 1 024    | 61,87                |
| Colmeias e Memória                | 45,66 | 14,78 | 22,12 | 5,43 | 2,63 | 1,56 | 1,38 | 2,36 | 0,62 | 2 247    | 59,23                |
| Leiria, Pousos, Barreira e Cortes | 37,66 | 21,34 | 15,39 | 7,98 | 5,03 | 4,15 | 1,90 | 1,19 | 1,53 | 20 859   | 71,81                |
| Maceira                           | 30,23 | 25,64 | 19,87 | 6,22 | 4,85 | 2,38 | 2,28 | 1,73 | 1,85 | 5 960    | 71,16                |
| Marrazes e Barosa                 | 30,99 | 23,20 | 20,22 | 7,43 | 5,59 | 3,51 | 2,13 | 1,31 | 1,87 | 14 570   | 66,75                |
| Milagres                          | 42,15 | 16,66 | 19,48 | 6,28 | 3,09 | 2,39 | 1,22 | 2,77 | 0,75 | 1 879    | 67,42                |
| Monte Real e Carvide              | 31,98 | 22,66 | 20,41 | 6,88 | 4,28 | 2,08 | 2,14 | 2,05 | 1,52 | 3 415    | 68,23                |
| Monte Redondo e Carreira          | 38,05 | 18,40 | 20,95 | 4,94 | 3,04 | 2,24 | 1,50 | 3,22 | 1,87 | 3 256    | 68,55                |
| Parceiros e Azoia                 | 36,39 | 21,40 | 17,00 | 8,69 | 5,13 | 2,82 | 1,86 | 1,18 | 1,36 | 5 065    | 76,12                |
| Regueira de Pontes                | 36,34 | 20,10 | 21,10 | 5,01 | 3,51 | 2,43 | 1,29 | 2,50 | 1,57 | 1 398    | 74,36                |
| Santa Catarina da Serra e Chainça | 56,50 | 7,85  | 20,08 | 4,50 | 2,13 | 1,31 | 1,13 | 2,50 | 0,34 | 3 198    | 76,09                |
| Santa Eufémia e Boa Vista         | 47,67 | 13,63 | 18,79 | 6,13 | 2,80 | 1,61 | 1,49 | 2,32 | 1,38 | 2 677    | 71,03                |
| Souto da Carpalhosa e Ortigosa    | 46,44 | 13,08 | 19,38 | 6,47 | 3,08 | 2,27 | 1,47 | 2,02 | 1,01 | 3 663    | 72,41                |
| Leiria                            | 38,69 | 19,52 | 18,38 | 6,84 | 4,30 | 2,92 | 1,81 | 1,74 | 1,46 | 79 647   | 70,26                |

### Marinha Grande
| Partido                 | Partido                                  | Votos  | %               | +/-   |
| ----------------------- | ---------------------------------------- | ------ | --------------- | ----- |
|                         | Partido Socialista                       | 6 644  | 29,84 / 100,00  | 13,70 |
|                         | CHEGA                                    | 4 466  | 20,05 / 100,00  | 12,58 |
|                         | Aliança Democrática (PPD/PSD-CDS-PP-PPM) | 4 327  | 19,43 / 100,00  | 0,35  |
|                         | Coligação Democrática Unitária (PCP-PEV) | 1 738  | 7,80 / 100,00   | 2,05  |
|                         | Bloco de Esquerda                        | 1 425  | 6,40 / 100,00   | 0,38  |
|                         | Iniciativa Liberal                       | 1 256  | 5,64 / 100,00   | 0,22  |
|                         | LIVRE                                    | 740    | 3,32 / 100,00   | 2,12  |
|                         | Pessoas–Animais–Natureza                 | 497    | 2,23 / 100,00   | 0,50  |
|                         | Alternativa Democrática Nacional         | 251    | 1,13 / 100,00   | 0,74  |
|                         | Outros (com menos de 1,00%)              | 222    | 1,00 / 100,00   |       |
| Votos Inválidos         | Votos Inválidos                          | 703    | 3,15 / 100,00   | 0,55  |
| Total                   | Total                                    | 22 269 | 100,00 / 100,00 |       |
| Eleitorado/Participação | Eleitorado/Participação                  | 34 220 | 65,08 / 100,00  | 9,57  |

| Freguesia        | %     | %     | %     | %     | %    | %    | %    | %    | %    | Votantes | Taxa de Participação |
| Freguesia        | PS    | CH    | AD    | CDU   | BE   | IL   | L    | PAN  | ADN  | Votantes | Taxa de Participação |
| ---------------- | ----- | ----- | ----- | ----- | ---- | ---- | ---- | ---- | ---- | -------- | -------------------- |
| Freguesia        |       |       |       |       |      |      |      |      |      | Votantes | Taxa de Participação |
| Marinha Grande   | 29,57 | 19,84 | 19,54 | 8,13  | 6,47 | 5,82 | 3,40 | 2,23 | 1,10 | 18 331   | 65,69                |
| Moita            | 32,41 | 22,15 | 14,19 | 10,27 | 6,11 | 4,27 | 3,92 | 2,08 | 0,81 | 867      | 70,49                |
| Vieira de Leiria | 30,67 | 20,77 | 20,29 | 5,14  | 6,06 | 4,98 | 2,70 | 2,31 | 1,37 | 3 071    | 60,42                |
| Marinha Grande   | 29,84 | 20,05 | 19,43 | 7,80  | 6,40 | 5,64 | 3,32 | 2,23 | 1,13 | 22 269   | 65,08                |

### Nazaré
| Partido                 | Partido                                  | Votos  | %               | +/-   |
| ----------------------- | ---------------------------------------- | ------ | --------------- | ----- |
|                         | Partido Socialista                       | 2 372  | 29,92 / 100,00  | 15,02 |
|                         | Aliança Democrática (PPD/PSD-CDS-PP-PPM) | 1 994  | 25,15 / 100,00  | 0,09  |
|                         | CHEGA                                    | 1 574  | 19,86 / 100,00  | 11,90 |
|                         | Bloco de Esquerda                        | 505    | 6,37 / 100,00   | 0,15  |
|                         | Coligação Democrática Unitária (PCP-PEV) | 395    | 4,98 / 100,00   | 1,12  |
|                         | Iniciativa Liberal                       | 320    | 4,04 / 100,00   | 0,22  |
|                         | LIVRE                                    | 213    | 2,69 / 100,00   | 1,87  |
|                         | Pessoas–Animais–Natureza                 | 156    | 1,97 / 100,00   | 1,02  |
|                         | Alternativa Democrática Nacional         | 114    | 1,44 / 100,00   | 1,05  |
|                         | Outros (com menos de 1,00%)              | 85     | 1,07 / 100,00   |       |
| Votos Inválidos         | Votos Inválidos                          | 199    | 2,51 / 100,00   | 0,26  |
| Total                   | Total                                    | 7 927  | 100,00 / 100,00 |       |
| Eleitorado/Participação | Eleitorado/Participação                  | 14 101 | 56,22 / 100,00  | 8,04  |

| Freguesia         | %     | %     | %     | %    | %    | %    | %    | %    | %    | Votantes | Taxa de Participação |
| Freguesia         | PS    | AD    | CH    | BE   | CDU  | IL   | L    | PAN  | ADN  | Votantes | Taxa de Participação |
| ----------------- | ----- | ----- | ----- | ---- | ---- | ---- | ---- | ---- | ---- | -------- | -------------------- |
| Freguesia         |       |       |       |      |      |      |      |      |      | Votantes | Taxa de Participação |
| Famalicão         | 28,38 | 28,38 | 21,53 | 5,28 | 2,25 | 3,33 | 3,03 | 2,15 | 1,37 | 1 022    | 66,93                |
| Nazaré            | 30,75 | 25,49 | 20,04 | 5,85 | 4,11 | 3,92 | 2,60 | 2,21 | 1,64 | 5 300    | 53,55                |
| Valado dos Frades | 28,16 | 21,99 | 18,19 | 8,79 | 9,60 | 4,86 | 2,74 | 1,06 | 0,81 | 1 605    | 59,96                |
| Nazaré            | 29,92 | 25,15 | 19,86 | 6,37 | 4,98 | 4,04 | 2,69 | 1,97 | 1,44 | 7 927    | 56,22                |

### Óbidos
| Partido                 | Partido                                  | Votos  | %               | +/-     |
| ----------------------- | ---------------------------------------- | ------ | --------------- | ------- |
|                         | Aliança Democrática (PPD/PSD-CDS-PP-PPM) | 2 338  | 32,32 / 100,00  | Estável |
|                         | Partido Socialista                       | 1 890  | 26,13 / 100,00  | 14,28   |
|                         | CHEGA                                    | 1 438  | 19,88 / 100,00  | 11,51   |
|                         | Iniciativa Liberal                       | 389    | 5,38 / 100,00   | 0,97    |
|                         | Bloco de Esquerda                        | 289    | 4,00 / 100,00   | 0,68    |
|                         | Coligação Democrática Unitária (PCP-PEV) | 189    | 2,61 / 100,00   | 1,10    |
|                         | LIVRE                                    | 180    | 2,49 / 100,00   | 1,34    |
|                         | Pessoas–Animais–Natureza                 | 115    | 1,59 / 100,00   | 0,11    |
|                         | Alternativa Democrática Nacional         | 90     | 1,24 / 100,00   | 0,86    |
|                         | Outros (com menos de 1,00%)              | 82     | 1,13 / 100,00   |         |
| Votos Inválidos         | Votos Inválidos                          | 233    | 3,22 / 100,00   | 0,88    |
| Total                   | Total                                    | 7 233  | 100,00 / 100,00 |         |
| Eleitorado/Participação | Eleitorado/Participação                  | 10 714 | 67,51 / 100,00  | 10,02   |

| Freguesia                                | %     | %     | %     | %    | %    | %    | %    | %    | %    | Votantes | Taxa de Participação |
| Freguesia                                | AD    | PS    | CH    | IL   | BE   | CDU  | L    | PAN  | ADN  | Votantes | Taxa de Participação |
| ---------------------------------------- | ----- | ----- | ----- | ---- | ---- | ---- | ---- | ---- | ---- | -------- | -------------------- |
| Freguesia                                |       |       |       |      |      |      |      |      |      | Votantes | Taxa de Participação |
| A-dos-Negros                             | 27,86 | 31,83 | 17,73 | 4,63 | 4,19 | 3,08 | 2,64 | 1,87 | 1,54 | 908      | 67,66                |
| Amoreira                                 | 31,27 | 27,56 | 19,26 | 4,59 | 4,95 | 3,36 | 1,94 | 1,24 | 0,88 | 566      | 61,72                |
| Gaeiras                                  | 29,75 | 30,57 | 16,88 | 6,11 | 4,90 | 1,78 | 2,99 | 1,66 | 1,72 | 1 570    | 74,98                |
| Olho Marinho                             | 29,80 | 22,18 | 24,35 | 4,90 | 2,59 | 6,39 | 1,22 | 1,50 | 0,68 | 735      | 61,92                |
| Santa Maria, São Pedro e Sobral da Lagoa | 33,20 | 25,39 | 19,50 | 6,01 | 4,21 | 2,19 | 3,09 | 1,63 | 1,20 | 2 328    | 66,90                |
| Usseira                                  | 43,83 | 14,73 | 24,49 | 4,05 | 3,13 | 0,92 | 1,10 | 1,10 | 1,29 | 543      | 67,79                |
| Vau                                      | 36,19 | 22,47 | 23,50 | 4,63 | 2,06 | 1,89 | 1,89 | 1,72 | 0,69 | 583      | 65,29                |
| Óbidos                                   | 32,32 | 26,13 | 19,88 | 5,38 | 4,00 | 2,61 | 2,49 | 1,59 | 1,24 | 7 233    | 67,51                |

### Pedrógão Grande
| Partido                 | Partido                                  | Votos | %               | +/-   |
| ----------------------- | ---------------------------------------- | ----- | --------------- | ----- |
|                         | Aliança Democrática (PPD/PSD-CDS-PP-PPM) | 794   | 41,42 / 100,00  | 3,86  |
|                         | Partido Socialista                       | 519   | 27,07 / 100,00  | 10,88 |
|                         | CHEGA                                    | 325   | 16,95 / 100,00  | 10,93 |
|                         | Bloco de Esquerda                        | 63    | 3,29 / 100,00   | 0,85  |
|                         | Iniciativa Liberal                       | 52    | 2,71 / 100,00   | 0,81  |
|                         | Alternativa Democrática Nacional         | 36    | 1,88 / 100,00   | 1,65  |
|                         | Coligação Democrática Unitária (PCP-PEV) | 20    | 1,04 / 100,00   | 0,95  |
|                         | Outros (com menos de 1,00%)              | 47    | 2,44 / 100,00   |       |
| Votos Inválidos         | Votos Inválidos                          | 61    | 3,18 / 100,00   | 0,16  |
| Total                   | Total                                    | 1 917 | 100,00 / 100,00 |       |
| Eleitorado/Participação | Eleitorado/Participação                  | 3 009 | 63,71 / 100,00  | 6,58  |

| Freguesia       | %     | %     | %     | %    | %    | %    | %    | Votantes | Taxa de Participação |
| Freguesia       | AD    | PS    | CH    | BE   | IL   | ADN  | CDU  | Votantes | Taxa de Participação |
| --------------- | ----- | ----- | ----- | ---- | ---- | ---- | ---- | -------- | -------------------- |
| Freguesia       |       |       |       |      |      |      |      | Votantes | Taxa de Participação |
| Graça           | 46,01 | 23,64 | 16,29 | 1,60 | 2,88 | 1,28 | 1,28 | 313      | 54,06                |
| Pedrógão Grande | 40,72 | 28,11 | 17,31 | 3,21 | 2,90 | 2,04 | 0,70 | 1 277    | 64,59                |
| Vila Facaia     | 39,76 | 26,30 | 16,21 | 5,20 | 1,83 | 1,83 | 2,14 | 327      | 72,19                |
| Pedrógão Grande | 41,42 | 27,07 | 16,95 | 3,29 | 2,71 | 1,88 | 1,04 | 1 917    | 63,71                |

### Peniche
| Partido                 | Partido                                  | Votos  | %               | +/-   |
| ----------------------- | ---------------------------------------- | ------ | --------------- | ----- |
|                         | Partido Socialista                       | 4 085  | 27,63 / 100,00  | 15,44 |
|                         | Aliança Democrática (PPD/PSD-CDS-PP-PPM) | 3 658  | 24,75 / 100,00  | 1,34  |
|                         | CHEGA                                    | 3 495  | 23,64 / 100,00  | 13,84 |
|                         | Iniciativa Liberal                       | 707    | 4,78 / 100,00   | 0,76  |
|                         | Coligação Democrática Unitária (PCP-PEV) | 641    | 4,34 / 100,00   | 1,03  |
|                         | Bloco de Esquerda                        | 626    | 4,23 / 100,00   | 0,58  |
|                         | LIVRE                                    | 409    | 2,77 / 100,00   | 1,75  |
|                         | Pessoas–Animais–Natureza                 | 305    | 2,06 / 100,00   | 0,58  |
|                         | Alternativa Democrática Nacional         | 215    | 1,45 / 100,00   | 0,84  |
|                         | Outros (com menos de 1,00%)              | 187    | 1,27 / 100,00   |       |
| Votos Inválidos         | Votos Inválidos                          | 454    | 3,07 / 100,00   | 0,66  |
| Total                   | Total                                    | 14 782 | 100,00 / 100,00 |       |
| Eleitorado/Participação | Eleitorado/Participação                  | 24 268 | 60,91 / 100,00  | 9,87  |

| Freguesia          | %     | %     | %     | %    | %    | %    | %    | %    | %    | Votantes | Taxa de Participação |
| Freguesia          | PS    | AD    | CH    | IL   | CDU  | BE   | L    | PAN  | ADN  | Votantes | Taxa de Participação |
| ------------------ | ----- | ----- | ----- | ---- | ---- | ---- | ---- | ---- | ---- | -------- | -------------------- |
| Freguesia          |       |       |       |      |      |      |      |      |      | Votantes | Taxa de Participação |
| Atouguia da Baleia | 23,47 | 29,74 | 24,40 | 4,96 | 2,53 | 3,94 | 2,60 | 2,20 | 1,71 | 5 501    | 66,05                |
| Ferrel             | 30,06 | 22,87 | 23,25 | 5,99 | 3,44 | 3,76 | 3,12 | 1,72 | 1,78 | 1 570    | 61,04                |
| Peniche            | 30,55 | 21,09 | 23,27 | 4,33 | 5,92 | 4,71 | 2,82 | 2,03 | 1,19 | 6 903    | 56,81                |
| Serra d'El-Rei     | 26,36 | 25,62 | 22,52 | 5,07 | 4,83 | 3,09 | 2,72 | 2,10 | 1,36 | 808      | 66,50                |
| Peniche            | 27,63 | 24,75 | 23,64 | 4,78 | 4,34 | 4,23 | 2,77 | 2,06 | 1,45 | 14 782   | 60,91                |

### Pombal
| Partido                 | Partido                                  | Votos  | %               | +/-   |
| ----------------------- | ---------------------------------------- | ------ | --------------- | ----- |
|                         | Aliança Democrática (PPD/PSD-CDS-PP-PPM) | 11 912 | 40,60 / 100,00  | 2,43  |
|                         | CHEGA                                    | 6 078  | 20,72 / 100,00  | 12,54 |
|                         | Partido Socialista                       | 5 363  | 18,28 / 100,00  | 13,43 |
|                         | Iniciativa Liberal                       | 1 531  | 5,22 / 100,00   | 0,51  |
|                         | Bloco de Esquerda                        | 993    | 3,38 / 100,00   | 0,55  |
|                         | Alternativa Democrática Nacional         | 647    | 2,21 / 100,00   | 1,93  |
|                         | LIVRE                                    | 586    | 2,00 / 100,00   | 1,13  |
|                         | Pessoas–Animais–Natureza                 | 417    | 1,42 / 100,00   | 0,35  |
|                         | Coligação Democrática Unitária (PCP-PEV) | 359    | 1,22 / 100,00   | 0,44  |
|                         | Outros (com menos de 1,00%)              | 383    | 1,30 / 100,00   |       |
| Votos Inválidos         | Votos Inválidos                          | 1 071  | 3,65 / 100,00   | 0,27  |
| Total                   | Total                                    | 29 340 | 100,00 / 100,00 |       |
| Eleitorado/Participação | Eleitorado/Participação                  | 48 313 | 60,73 / 100,00  | 9,92  |

| Freguesia                                          | %     | %     | %     | %    | %    | %    | %    | %    | %    | Votantes | Taxa de Participação |
| Freguesia                                          | AD    | CH    | PS    | IL   | BE   | ADN  | L    | PAN  | CDU  | Votantes | Taxa de Participação |
| -------------------------------------------------- | ----- | ----- | ----- | ---- | ---- | ---- | ---- | ---- | ---- | -------- | -------------------- |
| Freguesia                                          |       |       |       |      |      |      |      |      |      | Votantes | Taxa de Participação |
| Abiul                                              | 51,63 | 21,77 | 11,76 | 2,75 | 2,17 | 2,75 | 0,75 | 0,75 | 0,92 | 1 199    | 50,21                |
| Almagreira                                         | 43,08 | 21,32 | 18,05 | 5,25 | 2,84 | 1,92 | 1,61 | 0,99 | 0,68 | 1 618    | 58,03                |
| Carnide                                            | 52,43 | 24,95 | 7,61  | 4,46 | 1,42 | 2,74 | 0,81 | 1,32 | 0,71 | 986      | 61,55                |
| Carriço                                            | 37,92 | 22,46 | 19,84 | 5,65 | 2,72 | 2,26 | 1,39 | 0,87 | 0,82 | 1 946    | 62,57                |
| Guia, Ilha e Mata Mourisca                         | 45,54 | 18,88 | 16,23 | 4,54 | 3,23 | 2,57 | 1,64 | 1,61 | 0,85 | 3 654    | 65,93                |
| Louriçal                                           | 40,33 | 19,73 | 17,39 | 4,16 | 4,32 | 2,50 | 1,98 | 1,82 | 1,39 | 2 524    | 63,83                |
| Meirinhas                                          | 48,88 | 24,15 | 8,54  | 7,86 | 1,65 | 2,62 | 1,07 | 0,78 | 0,68 | 1 031    | 69,19                |
| Pelariga                                           | 40,19 | 22,59 | 19,61 | 4,20 | 3,77 | 2,01 | 2,10 | 1,05 | 0,88 | 1 142    | 62,71                |
| Pombal                                             | 35,17 | 20,24 | 21,64 | 5,88 | 4,45 | 1,67 | 2,87 | 1,72 | 1,56 | 9 170    | 59,97                |
| Redinha                                            | 35,99 | 25,73 | 21,13 | 4,60 | 2,30 | 2,21 | 1,50 | 1,41 | 0,71 | 1 131    | 59,31                |
| Santiago e S. Simão de Litém e Albergaria dos Doze | 39,26 | 18,76 | 19,84 | 5,30 | 3,15 | 2,72 | 2,53 | 1,46 | 1,65 | 2 606    | 56,90                |
| Vermoil                                            | 42,37 | 22,50 | 15,46 | 6,45 | 2,11 | 2,70 | 1,25 | 0,92 | 1,58 | 1 520    | 60,92                |
| Vila Cã                                            | 48,83 | 20,66 | 12,05 | 3,94 | 2,34 | 1,85 | 0,74 | 1,35 | 1,60 | 813      | 60,49                |
| Pombal                                             | 40,60 | 20,72 | 18,28 | 5,22 | 3,38 | 2,21 | 2,00 | 1,42 | 1,22 | 29 340   | 60,73                |

### Porto de Mós
| Partido                 | Partido                                  | Votos  | %               | +/-   |
| ----------------------- | ---------------------------------------- | ------ | --------------- | ----- |
|                         | Aliança Democrática (PPD/PSD-CDS-PP-PPM) | 5 127  | 35,84 / 100,00  | 3,96  |
|                         | CHEGA                                    | 3 291  | 23,01 / 100,00  | 13,30 |
|                         | Partido Socialista                       | 2 926  | 20,46 / 100,00  | 12,77 |
|                         | Iniciativa Liberal                       | 811    | 5,67 / 100,00   | 0,41  |
|                         | Bloco de Esquerda                        | 523    | 3,66 / 100,00   | 0,50  |
|                         | LIVRE                                    | 311    | 2,17 / 100,00   | 1,48  |
|                         | Alternativa Democrática Nacional         | 271    | 1,89 / 100,00   | 1,66  |
|                         | Coligação Democrática Unitária (PCP-PEV) | 216    | 1,51 / 100,00   | 0,34  |
|                         | Pessoas–Animais–Natureza                 | 212    | 1,48 / 100,00   | 0,35  |
|                         | Outros (com menos de 1,00%)              | 160    | 1,12 / 100,00   |       |
| Votos Inválidos         | Votos Inválidos                          | 456    | 3,19 / 100,00   | 0,31  |
| Total                   | Total                                    | 14 304 | 100,00 / 100,00 |       |
| Eleitorado/Participação | Eleitorado/Participação                  | 20 560 | 69,57 / 100,00  | 9,52  |

| Freguesia          | %     | %     | %     | %    | %    | %    | %    | %    | %    | Votantes | Taxa de Participação |
| Freguesia          | AD    | CH    | PS    | IL   | BE   | L    | ADN  | CDU  | PAN  | Votantes | Taxa de Participação |
| ------------------ | ----- | ----- | ----- | ---- | ---- | ---- | ---- | ---- | ---- | -------- | -------------------- |
| Freguesia          |       |       |       |      |      |      |      |      |      | Votantes | Taxa de Participação |
| Alqueidão da Serra | 37,45 | 14,14 | 22,21 | 6,47 | 5,68 | 3,29 | 1,99 | 1,59 | 1,39 | 1 004    | 66,89                |
| Alvados e Alcaria  | 54,91 | 16,91 | 11,69 | 4,59 | 2,71 | 2,71 | 2,09 | 1,25 | 0,42 | 479      | 69,93                |
| Arrimal e Mendiga  | 44,57 | 25,33 | 12,57 | 5,14 | 3,14 | 1,62 | 1,81 | 0,67 | 0,57 | 1 050    | 77,84                |
| Calvaria de Cima   | 30,94 | 25,12 | 21,56 | 5,07 | 4,86 | 1,44 | 1,51 | 2,19 | 2,74 | 1 461    | 68,75                |
| Juncal             | 32,55 | 22,63 | 23,19 | 5,75 | 3,56 | 2,39 | 2,24 | 1,37 | 1,48 | 1 966    | 70,64                |
| Mira de Aire       | 26,98 | 25,38 | 26,68 | 6,81 | 3,75 | 1,70 | 1,25 | 2,15 | 1,70 | 1 998    | 64,00                |
| Pedreiras          | 32,96 | 24,00 | 21,83 | 6,18 | 3,46 | 2,29 | 1,55 | 1,92 | 1,61 | 1 617    | 72,61                |
| Porto de Mós       | 38,40 | 20,77 | 21,05 | 5,56 | 3,33 | 2,50 | 1,82 | 1,21 | 1,32 | 3 635    | 68,95                |
| São Bento          | 46,59 | 29,32 | 7,43  | 2,41 | 2,61 | 1,41 | 3,41 | 1,00 | 1,20 | 498      | 69,46                |
| Serro Ventoso      | 38,26 | 30,87 | 11,07 | 5,54 | 2,35 | 1,85 | 3,86 | 0,84 | 1,17 | 596      | 76,51                |
| Porto de Mós       | 35,84 | 23,01 | 20,46 | 5,67 | 3,66 | 2,17 | 1,89 | 1,51 | 1,48 | 14 304   | 69,57                |

## Lista de Deputados Eleitos
A lista apresentada é conforme a aplicação do Método D'Hondt:
| N.º | Nome                                | Partido | Partido            | Partido                       | Quociente  |
| --- | ----------------------------------- | ------- | ------------------ | ----------------------------- | ---------- |
| 1   | Telmo Henrique Correia Daniel Faria |         |                    | Aliança Democrática (PPD/PSD) | 96311      |
| 2   | Eurico Brilhante Dias               |         | Partido Socialista | Partido Socialista            | 61535      |
| 3   | Gabriel Mithá Ribeiro               |         | CHEGA              | CHEGA                         | 53764      |
| 4   | Hugo Patricio Martinho de Oliveira  |         |                    | Aliança Democrática (PPD/PSD) | 48155,5    |
| 5   | Sofia Isabel Carreira               |         |                    | Aliança Democrática (PPD/PSD) | 32103,6667 |
| 6   | Ana Sofia Pedroso Lopes Antunes     |         | Partido Socialista | Partido Socialista            | 30767,5    |
| 7   | Luis Paulo Pereira Fernandes        |         | CHEGA              | CHEGA                         | 26882      |
| 8   | João Paulo Antunes dos Santos       |         |                    | Aliança Democrática (PPD/PSD) | 24077,75   |
| 9   | Walter Manuel Cavaleiro Chicharro   |         | Partido Socialista | Partido Socialista            | 20511,6667 |
| 10  | Ricardo António Beato de Carvalho   |         |                    | Aliança Democrática (PPD/PSD) | 19262,2    |